# Ole Sørensen
Ole Sørensen (Melsomvik, Stokke, Vestfold, 22 de setembre de 1883 - Oslo, 25 de febrer de 1958) va ser un regatista noruec que va competir a començaments del segle xx.
El 1920 va prendre part en els Jocs Olímpics d'Anvers, on va guanyar la medalla d'or en els 10 metres (1907 rating) del programa de vela, a bord de l'Eleda.